# 魯克氏仙鶲
魯克氏仙鶲（Cyornis ruckii）是一種中等大小的鶲，喙及腳呈黑色，瞳孔呈褐色。雄鳥的羽毛呈深藍色，腹部呈白色，臀部呈鮮藍色。雌鳥的羽毛呈赤褐色，胸部呈銹色，腹部呈白色。雛鳥的身上有褐色的斑點，胸部呈赤褐色，下身中央呈白色。
魯克氏仙鶲是印尼蘇門塔臘的特有種。牠們只有四個標本，當中兩個包括雛鳥及成鳥的標本是於1917年至1918年間在北蘇門答臘省棉蘭的低地森林採集；另外兩個標本的來源不明。
魯克氏仙鶲被列為極危物種，起因是不斷的失去棲息地。牠們亦被列在《瀕臨絕種野生動植物國際貿易公約》的附錄II及自1972年受到印尼法律所保護。

## 外部連結
- BirdLife Species Factsheet （页面存档备份，存于）
- Red Data Book